# Sigyn Glacier
Sigyn Glacier är en glaciär i Antarktis. Den ligger i Östantarktis. Norge gör anspråk på området. Sigyn Glacier ligger 1 614 meter över havet.
Terrängen runt Sigyn Glacier är varierad, och sluttar norrut. Trakten är obefolkad. Det finns inga samhällen i närheten. 